# Tetyana Lysenko (gymnastique)
Pour les articles homonymes, voir Tatiana Lyssenko.
Tetyana Feliksovna Lysenko (en ukrainien : Тетяна Фелiксiвна Лисенко, transcription anglaise : Tatyana Lysenko), née le 23 juin 1975 à Kherson, est une gymnaste soviétique et ukrainienne.
Elle a successivement représenté l'URSS (1990-1991), puis l'Équipe unifiée et la CEI (1992), puis l'Ukraine (1992 à 1994).

## Palmarès

### Jeux olympiques
- Barcelone 1992
  -  Médaille d'or par équipes
  -  Médaille d'or à la poutre
  -  Médaille de bronze au saut de cheval

### Championnats du monde
- Indianapolis 1991
  -  médaille d'or au concours par équipes

- Paris 1992
  -  médaille de bronze au sol

- Birmingham 1993
  -  médaille de bronze au concours général individuel

### Championnats d'Europe
- Nantes 1992
  -  médaille d'argent aux barres asymétriques